# 1903
1903. је била проста година.

## Догађаји

### Март
- 23. март — У демонстрацијама око 5.000 студената, ђака и радника против краља Александра Обреновића, које су организовали Димитрије Туцовић и Триша Кацлеровић, у сукобу с полицијом погинуло је пет, а рањено шест људи.

### Maj
- 17. мај — У Шпанији национализована имовина цркве и укинуте су црквене школе.

### Јун
- 28-29. мај/10.-11. јун — Мајски преврат. У конаку Старог двора у Београду, убијени су краљ Александар Обреновић и краљица Драга Машин.
- 15. јун — Након убиства Александра Обреновића у Мајском преврату, Скупштина Србије изабрала је Петра Карађорђевића за краља Србије.

### Јул
- 1. јул — Покренута је бициклистичка трка у француској, Тур де Франс, која је временом постала највећа бициклистичка трка у свијету и треће најгледаније спортско такмичење.
- 4. јул — Пуштен је у рад први пацифички телеграфски кабл, између Сан Франциска и Маниле.

### Август
- 2. август — У Македонији започео је Илинденски устанак за ослобођење од турске власти.
- 3. август — Македонски устаници у Крушеву су прогласили Крушевску републику, која је потрајала десет дана.
- 12. август — Битка код Мечкиног камена
- 15/28. август — на Велику Госпојину, оснивачка скупштина Кола српских сестара на Позоришном тргу у Београду, пред око 3000 жена.
- Крај августа — Раоничка буна Устанак западним крајевима Старе Србије који је трајао од јесен 1903. до 1905. године, против османске власти, након објављивања наредбе о увођењу новог пореза на стоку, који се до тада плаћао само на ситну стоку, а не на говеда и коње.

### Септембар
- 15. септембар — У Порто Алегреу, Бразил, основан фудбалски клуб Гремио Порто Алегре.

### Новембар
- 3. новембар - Панама је прогласила независност од Колумбије.

### Децембар
- 17. децембар — Браћа Рајт су остварила први лет авионом на моторни погон, у дужини од 37 метара који је трајао 12 секунди.

## Рођења

### Фебруар
- 1. фебруар — Јован Карамата, српски математичар. (†1967).
- 4. фебруар — Александер Имич, амерички доктор психологије, хемичар и најстарији мушкарац на свету († 2014)
- 20. фебруар — Анри Пелисје, француски бициклиста. (†1959).

### Март
- 9. март — Нада Пурић, народни херој Југославије. († 1941)

### Мај
- 29. мај — Боб Хоуп, британско-амерички стендап комичар, глумац и певач. († 2003)

### Јун
- 25. јун — Џорџ Орвел, енглески књижевник

### Јул
- 14. јул — Ирвин Стон, амерички писац. (†1989).

### Новембар
- 7. новембар — Конрад Лоренц, аустријски природњак, добитник Нобелове награде за медицину 1973. године.

## Смрти

### Март
- 16. март — Рој Бин

### Мај
- 4. мај — Гоце Делчев македонски револуционар. (*1872)
- 29. мај — Александар Обреновић, краљ Србије (*1876)
- 29. мај — Милован Павловић, српски генерал, Управник Војне академије; министар војске. (*13. јул 1842).

### Септембар
- 13. новембар — Камиј Писаро, француски сликар и графичар. (*1830)

### Децембар
- 28. децембар — Николај Фјодоров, руски религиозни мислилац и филозоф. (*1829)

## Нобелове награде
- Физика — Антоан Анри Бекерел; Пјер и Марија Кири
- Хемија — Сванте Август Аренијус
- Медицина — Нилс Риберг Финсен
- Књижевност — Бјернстјерне Бјернсон
- Мир — Сер Вилијам Рандал Кример (УК)
- Економија — Награда у овој области почела је да се додељује 1969. године